# Marc Schmitz
Marc Schmitz (* 19. März 1963 in Hamburg; † 17. September 2023 in Berlin) war ein deutscher Künstler, der in Berlin lebte und arbeitete.

## Leben
Marc Schmitz arbeitete als Künstler und Kurator in den Medien Malerei, Installation, Objekt, Video und Land Art. Schmitz studierte Philosophie an der Ludwig-Maximilians-Universität in München und an der FU Berlin sowie freie Kunst (Multimedia) an der Kunstakademie München bei Klaus vom Bruch (2000) und (Multimedia) an der Akademie für Neue Medien in Berlin (2001). Seit der Teilnahme an der China Art Exposition International 1998 in Peking konzentrierte sich seine Aktivität zunächst auf asiatische Länder wie Japan (Machida City Museum Tokyo 2002), Korea (Busan Biennale 2004), die Mongolei (FEEL FELT 2005) und China (BIAB 2nd Beijing International Art Biennale 2005). Daneben kuratierte Marc Schmitz internationale Projekte wie beispielsweise Signs Efficiency and Wonders Berlin Beijing crossover 2000, Chaoyang Culture Center Peking und Transitory Operations, UMA Gallery Ulan Bator. Marc Schmitz war Initiator und künstlerischer Leiter der Biennale Mongolia 360°. Land Art Mongolia - LAM360°. Land Art Mongolia wurde 2010 gegründet und in der 5. Edition zuletzt 2018 veranstaltet.
Schmitz erforschte die Grundlagen der verschiedenen Medien, derer er sich bediente, und führte sie an ihre Grenzen. Zentrale Themen seiner künstlerischen Arbeit waren Raum und Zeit. Das international fortlaufende Projekt Spaces untersuchte die Wahrnehmung im Verhältnis des Raumes zum menschlichen Körper, mit Ausstellungen zur Sculpture Quadrennial Riga und Zendai MoMA in Shanghai (2008), Land Art New Mexico USA (2009), Trio Bienal, Rio de Janeiro (2015) Nakanojo Biennial, Japan (2015) und Marrakech Biennale, Awalnart Marokko (2016).
In seiner Malerei dokumentieren Farb-Schichtungen die Prozesshaftigkeit der Zeit. Seine Arbeiten vermitteln Sinnlichkeit und Reflexion und laden den Betrachter ein, in einen gegenseitig konstruktiven Dialog einzutreten, während er den grenzenlosen Raum mit allen Sinnen des Betrachters anspricht.
Schmitz wurde mit verschiedenen internationalen Preisen ausgezeichnet, u. a. mit dem ersten Preis der Weltausstellung EXPO 2000 in Hannover (art for expo), mit dem Jury Preis der 10. Cairo Biennale und dem special award der Busan Biennale 2004. Arbeiten von Marc Schmitz sind vertreten in Sammlungen wie der National Art Gallery Peking, Swatch Collection, Peace Art Hotel Shanghai oder W.S.I. New York.

## Einzelausstellungen (Auswahl)
- 2001: Dorow Gallery, Berlin
- 2004: Kunstoffice Berlin
- 2005: Ulaan Baatar Project SpacesN° 2; Mongolei
- 2006: Kai Hilgemann Gallery, Berlin - Spaces-
- 2008: Zendai MOMA Shanghai[3]
- 2009: Spaces N° 5, Nationalakademie der Künste, Baku, Azerbaidschan[4]
- 2009: Yatoo AIR, Museum von Gongju, Südkorea[5]
- 2010: Berlin Frames[6] - A Non Linear Perspective Perth Concert Hall, Australia[7]
- 2011: EDEN Galerie Kai Hilgemann, Berlin
- 2012: Galerie am Damm[8], Dresden
- 2012: Museo de Arquitectura Leopold Rother, Bogotá
- 2013: Moproo[9], Shanghai
- 2014: Goethe-Institut Hong Kong[10]
- 2015: ECLIPSE, TEDA Contemporary Art Museum Tianjin, China[11]
- 2017: Kinosho Kikaku Contemporary, Ginza, Tokyo, Japan
- 2018: Ding Shun Arts Museum[12], Pingnan, Fujian China

## Ausstellungsbeteiligungen (Auswahl)
- 1996: EXPLOSEUM, Kunstmuseum Luzern
- 2000: Art for Expo, Expo 2000 Hannover, German House New York, Goethe-Institut Singapur (Preisträger)
- 2001: Ortsbestimmung, Akademie der Konrad-Adenauer-Stiftung, Berlin
- 2004: Busan Biennale, Südkorea
- 2005: 2nd Beijing International Art Biennale, Peking China
- 2007: 10th International Cairo Biennale, Museum of Modern Art, Kairo Ägypten
- 2010: Land Art Biennale, Mongolia 360° Mongolian National Modern Art Gallery, Ulan Bator
- 2010: Art Center Koldo, Bishkek, Kyrgyzstan 2010[13]
- 2011: Condensation, Museo Borgo di Clauiano, Trivignano, Italien
- 2012: Creative Cities, Olympic Fine Arts, Barbican Centre, London
- 2012: Art Ignites Life, Hongqiao Museum of Contemporary Art, Shanghai
- 2012: Turgut Pura art prize, Sculpture & Paintings Museum, Izmir
- 2013: Sculpture by the Sea Aarhus, ARoS Kunstmuseum, Aarhus Dänemark
- 2013: UBE Biennale[14], Tokinawa Museum, Ube Japan
- 2013: Il Palazzo Enciclopedico, 55. Biennale di Venezia, Giardini, Swatch booth[15]
- 2013: Galerie Seitz & Partner[16], Berlin
- 2014: FACES & TRACES, Art Peace Hotel, Shanghai
- 2015: TRIO Bienal, Rio de Janeiro
- 2015: 56th Venice Biennale, Palazzo Zorzi
- 2015: 和谐 — 国际当代艺术展/天津 Tianjin Art Museum, China
- 2016: Marrakech Biennale 6, Awalnart, Marrakech, Morocco
- 2016: Land Art Mongolia, 4th Biennial, Ulaanbaatar, Mongolia
- 3d International Biennial of Muralism and Public Art, Cali, Colombia
- 2017: Folkestone Triennial[17], Folkestone, England
- 2017: Jeju Biennale, Jeju Art Museum, Jeju-Do, Südkorea
- 2018: Bangkok Art Biennale[18], Bangkok BACC, Thailand
- 2018: Tavan Tolgoi[19], Greengrassi Gallery & Corvi-Mora, London, England

## Auszeichnungen, Preise
- Special Prize of the Jury for realized work, 10th Cairo International Biennale, 2006
- Special Selection - Busan Biennale Organizing Committee 2004
- 1. Prize ART FOR EXPO 2000 (internationaler Goethe-Institut Wettbewerb)